# Kumrovec järnvägsstation

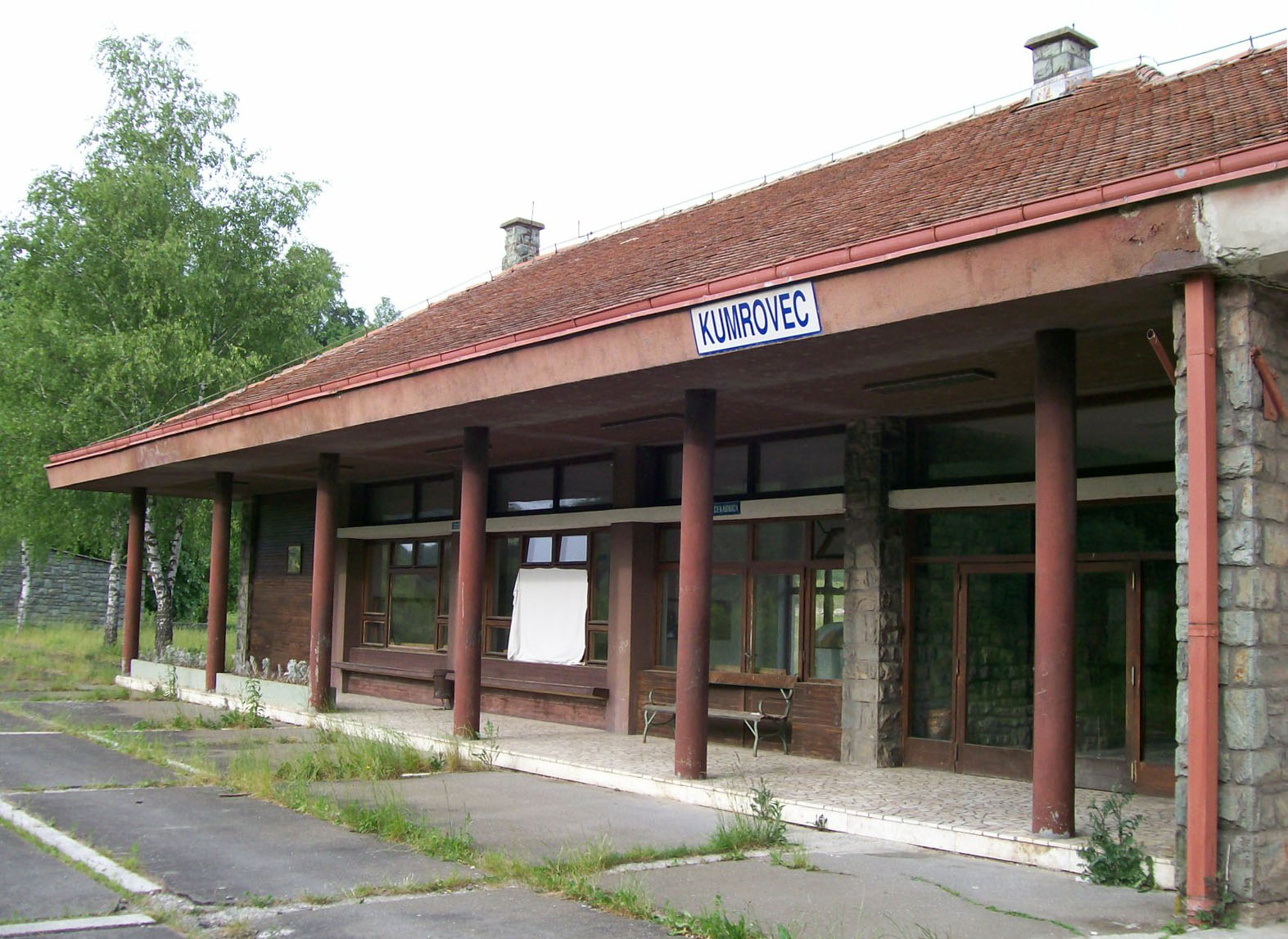
Kumrovec järnvägsstation (2008)

Kumrovec järnvägsstation ligger en dryga kilometer utanför byn Kumrovec på den numera nedlagda linjen Savski Marof - Klanjec -Kumrovec (- gräns Kroatien/Slovenien - Imeno - Celje). 
Det finns bara ett stationshus och en bangård med en uppställd godsvagn kvar. Stationshuset är trots att linjen är nedlagd bevarad i dugligt skick och är fortfarande öppen med väntsal och biljetthall. Ett klart tecken på att det gått tåg här tidigare är en gammal tidtabell från 1993 som förklarar när tåget ankom och avgick. Grönskan har dock tagit över den idag nedfallna bangården. 
Stationen kan komma att trafikeras igen om politikerna i Kroatien bestämmer sig för att rusta upp och elektrifiera linjen samt sedan dra Zagrebs pendeltåg på linjen mot Savski Marof och Harmica vidare upp mot Kumrovec som då skulle bli dess nordliga slutpunkt.